# Казинс, Ник
Бра́йан Николас (Ник) Ка́зинс (англ. Brian Nicholas Cousins; 20 июля 1993, Белвилл, Онтарио, Канада) — канадский хоккеист, центральный нападающий клуба НХЛ «Оттава Сенаторз». Обладатель Кубка Стэнли 2024 года в составе клуба «Флорида Пантерз».

## Игровая карьера

### Юниорская карьера
С 2009 по 2013 год выступал за «Су-Сент-Мари Грейхаундз» из ОХЛ. В 264 играх за них набрал 291 очко, из которых 102 гола, а также 261 минуту штрафа.

### Профессиональная карьера

#### Филадельфия Флайерз
На драфте НХЛ 2011 года был выбран в 3-м раунде под общим 68-м номером командой «Филадельфия Флайерз».
С 2013 по 2016 год выступал в фарм-клубе «Флайерз» — «Фантомс». В сезоне 2014/15 провел за «Филадельфию Флайерз» свой первый матч в НХЛ 17 марта 2015 года, где соперником были «Ванкувер Кэнакс». Первое очко в НХЛ Казинс заработал в матче против «Вашингтон Кэпиталз» 7 февраля 2016 года, отдав голевую передачу. 11 февраля 2016 года забил свой первый гол в НХЛ вратарю Робину Ленеру в матче против «Баффало Сэйбрз». Всего за «Флайерз» провёл 113 матчей, набрав в них 27 очков.

#### Аризона Койотис
16 июня 2017 года был обменян вместе с правами на голкипера Меррика Мэдсена в «Аризону Койотис» на форварда Брендана Уоррена и 5-й раунд Драфта НХЛ 2018 года. 25 июня 2019 года не получил предложения продлить контракт с «Койотис». За «Аризону» Ник провёл 152 встречи, в которых набрал 46 очков.

#### Монреаль Канадиенс
5 июля 2019 года подписал годичный контракт с «Монреаль Канадиенс» на сумму $ 1 млн. За «Канадиенс» провёл 58 матчей и набрал 24 (9+13) очка, став десятым снайпером и бомбардиром среди игроков «Монреаля».

#### Вегас Голден Найтс
24 февраля 2020 года был обменян в «Вегас Голден Найтс» на выбор в 4-м раунде драфта НХЛ 2021 года. Всего через две недели после обмена сезон в НХЛ был приостановлен на неопределённый срок из-за пандемии COVID-19. Во время паузы Казинс вернулся в Канаду и сблизился со своими товарищами по команде посредством ежедневных звонков по FaceTime и других форм онлайн-общения. После возобновления чемпионата Казинс набрал 22 штрафные минуты в плей-офф, что стало самым большим результатом среди игроков «Вегаса». Также Казинс отметился пятью результативными передачами и помог «Голден Найтс» дойти до финала конференции.

#### Нэшвилл Предаторз
9 октября 2020 года, будучи свободным агентом, подписал двухлетний контракт на общую сумму $ 3 млн с командой НХЛ «Нэшвилл Предаторз».

## Международная карьера
В 2011 году в составе Канады выступал на ЮЧМ, где отметился 8 (4+4) очками в семи матчах, став третьим бомбардиром сборной, которая заняла лишь четвёртое место на турнире.

## Личная жизнь
В 2012 году, играя за «Су-Сент-Мари Грейхаундз», Казинс и двое товарищей по команде были арестованы и обвинены в изнасиловании женщины из Онтарио. Казинс провёл 12 часов в тюрьме, а затем две недели в Центре лечения и содержания под стражей Алгомы для консультирования и терапии, прежде чем обвинение было снято.

## Достижения

### Командные
| Год  | Команда         | Достижение              | Достижение |
| ---- | --------------- | ----------------------- | ---------- |
| 2024 | Флорида Пантерз | Обладатель Кубка Стэнли |            |

## Статистика
| Легенда | Легенда                    | Легенда | Легенда                   | Легенда | Легенда    |
| ------- | -------------------------- | ------- | ------------------------- | ------- | ---------- |
| И       | Количество проведённых игр | Штр     | Штрафное время            | +/−     | Плюс-минус |
| Г       | Голы                       | П       | Голевые передачи          | О       | Очки       |
| -       | Статистика неизвестна      | —       | Статистика не учитывалась |         |            |